# Dirty Workz
Dirty Workz (z ang. Brudna Robota) – belgijska wytwórnia hardstyle, happy hardcore i jumpstyle, założona przez Koena Bauweraertsa w 2006 roku. Dirty Workz jest domem dla wielu znanych artystów hardstyle, w tym Da Tweekaz, Wasted Penguinz i Sub Zero Project. 
Dirty Workz jest podrzędną wytwórnią Toff Music, większej belgijskiej wytwórni. Toff Music wydaje wszystkie albumy artystów Dirty Workz, podczas gdy sama wytwórnia skupia się na wydaniach cyfrowych i 12-calowych. Dirty Workz zawiera w sobie pod-wytwórnie:
- ANARCHY
- DWX Bounce
- DWX Update
- Wolf Clan
- Electric Fox